# Propriété éminente
 (novembre 2023).
La propriété éminente, appelée aussi domaine éminent ou supérieur, est la transposition de la notion romaine de dominium directum dans le droit féodal. Il s'agit de l'ensemble des droits et obligations du seigneur sur un bien foncier, par opposition à la propriété ou domaine utile qui est l'ensemble des droits et obligations de l'habitant ou du paysan.

## Présentation
Une personne ou une institution possède la propriété éminente d'une terre lorsqu'elle en possède les droits de propriété, avec des obligations de justice et de police, mais qu'elle ne l'exploite pas elle-même.
C'est le cas de la seigneurie foncière des campagnes et des villes au Moyen Âge classique, ou encore de la Couronne espagnole sur les terres américaines à l'époque moderne.
Le domaine ou la propriété éminente se distingue du domaine utile qui est l'ensemble des droits de celui qui exploite le fonds et qui en recueille les fruits. En France, le propriétaire éminent n'avait pas la possibilité d'augmenter le montant annuel du cens fixé en nature à des époques très anciennes, c'est un droit qui n'est pas conventionnel mais fiscal; s'il était noble, il n'avait pas le droit de reprendre ou de racheter le domaine utile pour l'exploiter à son propre compte, ou le concéder à quelqu'un d'autre. De son côté, le titulaire du domaine utile avait le droit de le léguer à ses enfants, de le sous-louer ou même de le vendre.
Les droits et obligations du propriétaire du domaine supérieur ou éminent qui ont été abolis comme droits féodaux, correspondaient plus à ceux d'une commune relativement à un propriétaire foncier, qu'à celle d'un propriétaire par rapport à un locataire ou à un fermier : le cens est devenu impôt foncier, et le maire a repris les fonctions de la justice moyenne et basse, c'est-à-dire de la police, de la voirie, de l'ordre public, etc. 
Le statut de la noblesse interdisait de retenir le domaine utile, c'est-à-dire de l'exploiter directement pour soi-même, excepté la partie du domaine principal appelée "réserve seigneuriale". Déroger à ce statut faisait perdre la qualité de noble. C'est à cause de cette règle, qui interdisait aux nobles de concurrencer les non-nobles dans leur domaine, que le système latifundiaire a très tôt disparu en France.

## Cas de la France
La distinction domaine éminent/domaine utile a disparu en France dans la période révolutionnaire, qui met fin à nombre d'institutions féodales, d'abord par l'abolition des privilèges. Ensuite par la redéfinition du droit de propriété, dans la déclaration des droits de l'homme (... inviolable et sacré, si ce n'est l'utilité publique, légalement constatée...), définition à rapprocher de l'affirmation "l'homme est libre, car il s'appartient à lui-même", la propriété sur l'homme étant à la base de sa liberté, cette propriété était nécessairement "inviolable et sacrée". Puis dans le code civil qui fait de la propriété un droit absolu avec usus, fructus, abusus indissociables, probablement par réintroduction des institutions du droit romain. Les démembrements de la propriété ont été réintroduits, par nécessité, progressivement, d'abord en nue-propriété/usufruit, plus tard en copropriété des parties communes, sans retourner à la définition féodale de la propriété.

## Cas de l'Angleterre
La distinction féodale domaine éminent/domaine utile demeure en droit anglo-saxon, essentiellement en Angleterre pour définir les relations entre le propriétaire du sol, celui des bâtiments et des parties communes et celui de l'appartement particulier, et dans une moindre mesure en droit américain pour, par exemple, définir la possibilité pour un État d'user de son autorité pour exproprier une propriété privée, éventuellement au bénéfice d'une autre personne privée.
Ceci pose la question délicate de réconcilier une constitution républicaine avec une institution de droit féodal.

## Cas du Québec
Au Québec, la propriété éminente issue du régime seigneurial a connu une exceptionnelle longévité. En 1854, sous l'impulsion de Louis-Hippolyte Lafontaine et George-Étienne Cartier, l’Acte abolissant les droits et devoirs féodaux dans le Bas-Canada vient réformer à l'échelle de la province les divers droits seigneuriaux comme les lods et ventes, en remplaçant ceux-ci par le paiement d’une rente seigneuriale fixe. Les tenures en censive deviennent des francs-alleux roturiers.
Le gouvernement de Louis-Alexandre Taschereau crée en 1935 le Syndicat national du rachat des rentes seigneuriales (SNRRS), ayant pour but d’homologuer les livres terriers afin de convertir en capital rachetable les rentes constituées. Temporairement, ce sont les municipalités qui collecteront ces rentes, converties en taxes municipales.
C’est le 11 novembre 1940 que les propriétaires de biens seigneuriaux ont perçu pour une dernière fois leurs rentes seigneuriales. À partir de cette date, quelque 60 000 cultivateurs de 245 seigneuries disposent d'un maximum de 41 ans pour racheter le capital des rentes constituées. Les derniers restes des rentes seigneuriales ont ainsi progressivement disparu au Québec avant 1981.